# Техельсдорф
Техельсдорф (нем. Techelsdorf) — община в Германии, в земле Шлезвиг-Гольштейн. 
Входит в состав района Рендсбург-Экернфёрде. Подчиняется управлению Флинтбек.  Население составляет 154 человека (на 31 декабря 2010 года). Занимает площадь 4,35 км².